# Völkerbundanleihe
Völkerbundanleihen waren eine Reihe von Staatsanleihen, die unter Mitwirkung des Völkerbundes in den 1920er und 1930er Jahren emittiert wurden.
Völkerbundanleihen erhielten:

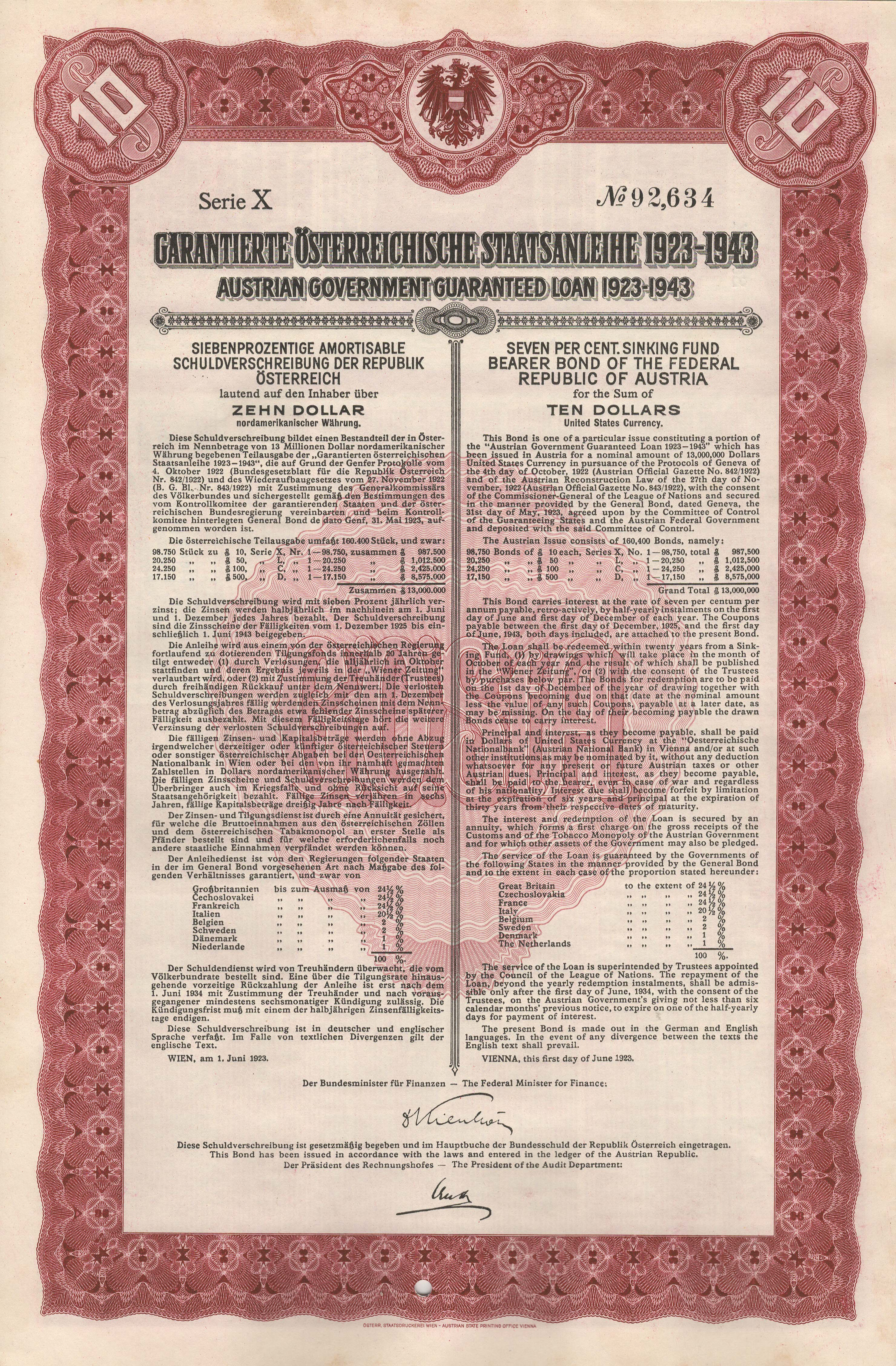
Österreichische Völkerbundanleihe vom 1. Juni 1923

- Österreich, siehe hierzu die Hauptartikel Genfer Protokolle und Lausanner Anleihe
- Ungarn
- Griechenland
- Bulgarien
- Estland
- Freie Stadt Danzig, siehe hierzu den Hauptartikel Völkerbundanleihe (Danzig)

Diese Anleihen sollten den nach Krieg und Inflation nicht mehr kreditwürdigen Staaten einen Zugang zu privaten Geldgebern ermöglichen. Der Völkerbund selbst haftete nicht für die Darlehen, nahm jedoch eine Kontrollfunktion wahr. Die Anleihen waren durch Immobilien oder Steuer- und Zollforderungen abgesichert. Dennoch wurden die meisten Anleihen dieser Art notleidend.